# Oliver Wood (directeur de la photographie)
Pour les articles homonymes, voir Wood et Oliver Wood.
Oliver Wood est un directeur de la photographie britannique né le 2 avril 1942 à Londres (Royaume-Uni) et mort le 13 février 2023 à Los Angeles (États-Unis).

## Biographie
Au cinéma, Oliver Wood débute comme chef opérateur à la fin des années 1960, un de ses premiers films à ce poste étant Les Tueurs de la lune de miel de Leonard Kastle (en) (avec Shirley Stoler et Tony Lo Bianco), sorti en 1970.
Il contribue essentiellement à des films américains (parfois en coproduction) dont, parmi les plus notables, 58 minutes pour vivre de Renny Harlin (1990, avec Bruce Willis et William Sadler), Volte-face de John Woo (1997, avec John Travolta et Nicolas Cage), La Vengeance dans la peau de Paul Greengrass (2007, avec Matt Damon et Julia Stiles), ou encore Sécurité rapprochée de Daniel Espinosa (2012, avec Denzel Washington et Ryan Reynolds).
Un de ses derniers films est la nouvelle version de Ben-Hur réalisée par Timur Bekmambetov (avec Jack Huston et Toby Kebbell), dont la sortie est prévue en 2016.
La Vengeance dans la peau précité lui vaut une nomination au British Academy Film Award de la meilleure photographie (qu'il ne gagne pas).
Pour la télévision, à ce jour, Oliver Wood dirige les prises de vues de deux téléfilms (1985-1987) et de cinquante-trois épisodes (1986-1989) de la série Deux flics à Miami.
Unique contribution à ce titre, il apparaît comme acteur (en plus de chef opérateur) dans Very Bad Cops d'Adam McKay (2010, avec Will Ferrell et Mark Wahlberg).

## Filmographie partielle

### Cinéma
Directeur de la photographie
- 1970 : Les Tueurs de la lune de miel (The Honeymoon Killers) de Leonard Kastle
- 1980 : Pyromaniac de Joseph Ellison
- 1990 : 58 minutes pour vivre (Die Hard 2: Die Harder) de Renny Harlin
- 1991 : Les Aventures de Bill et Ted (Bill & Ted's Bogus Journey) de Peter Hewitt
- 1993 : Rudy de David Anspaugh
- 1993 : Sister Act, acte 2 (Sister Act 2: Back in the Habit) de Bill Duke
- 1993 : Le Concierge du Bradbury (For Love or Money) de Barry Sonnenfeld
- 1994 : Terminal Velocity de Deran Sarafian
- 1995 : Professeur Holland (Mr. Holland's Opus) de Stephen Herek
- 1996 : À la gloire des Celtics (Celtic Pride) de Tom DeCerchio
- 1996 : Deux jours à Los Angeles (Two Days in the Valley) de John Herzfeld
- 1997 : La Piste du tueur (Switchback) de Jeb Stuart
- 1997 : Volte-face (Face/Off) de John Woo
- 1998 : Mon ami Joe (Mighty Joe Young) de Ron Underwood
- 2000 : U-571 de Jonathan Mostow
- 2002 : Pluto Nash (The Adventures of Pluto Nash) de Ron Underwood
- 2002 : La Mémoire dans la peau (The Bourne Identity) de Doug Liman
- 2003 : Freaky Friday : Dans la peau de ma mère (Freaky Friday) de Mark Waters
- 2003 : Espion et demi (I Spy) de Betty Thomas
- 2003 : National Security de Dennis Dugan
- 2004 : Scooby-Doo 2 : Les monstres se déchaînent (Scooby-Doo 2: Monsters Unleashead) de Raja Gosnell
- 2004 : La Mort dans la peau (The Bourne Supremacy) de Paul Greengrass
- 2005 : Les Quatre Fantastiques (Fantastic Four) de Tim Story
- 2006 : Ricky Bobby : Roi du circuit (Talladega Nights: The Ballad of Ricky Bobby) d'Adam McKay
- 2007 : La Vengeance dans la peau (The Bourne Ultimatum) de Paul Greengrass
- 2008 : Frangins malgré eux (Step Brothers) d'Adam McKay
- 2009 : Clones (Surrogates) de Jonathan Mostow
- 2010 : Very Bad Cops d'Adam McKay (+ acteur : le capitaine Salty)
- 2012 : Sécurité rapprochée (Safe House) de Daniel Espinosa
- 2013 : Légendes vivantes (Anchorman 2: The Legend Continues) d'Adam McKay
- 2013 : 2 Guns de Baltasar Kormákur
- 2016 : Grimsby : Agent trop spécial (The Brothers Grimsby) de Louis Leterrier
- 2016 : Ben-Hur de Timur Bekmambetov
- 2016 : Jack Reacher: Never Go Back d'Edward Zwick
- 2018 : Equalizer 2 (The Equalizer 2) d'Antoine Fuqua
- 2018 : Holmes & Watson d'Etan Cohen

Autres fonctions
- 1982 : Épouvante sur New York (Q) de Larry Cohen (photographie additionnelle)
- 1986 : Le Grand Défi (Hoosiers) de David Anspaugh (photographie de seconde équipe)
- 2010 : Mon beau-père et nous (Little Fockers) de Paul Weitz (photographie additionnelle)
- 2011 : World Invasion: Battle Los Angeles de Jonathan Liebesman (photographie additionnelle)
- 2012 : La Colère des Titans (Wrath of the Titans) de Jonathan Liebesman(photographie additionnelle)

### Télévision
- 1985 : City Boy, téléfilm de Bob Giraldi
- 1986-1989 : Série Deux flics à Miami (Miami Vice), saisons 3 à 5, 53 épisodes

## Distinction
- 2008 : nomination au British Academy Film Award de la meilleure photographie, pour La Vengeance dans la peau.